# Bridgette Wilson
Bridgette Leann Wilson (ur. 25 września 1973 w Gold Beach) – amerykańska aktorka.
Jest żoną amerykańskiego tenisisty Pete’a Samprasa.

## Filmografia
- Santa Barbara (1984-1993) jako Lisa Fenimore Castillo (1992-1993
- Byle do dzwonka (Saved by the Bell, 1989-1993) jako Ginger (1992)
- Bohater ostatniej akcji (Last Action Hero, 1993) jako Whitney/Meredith
- Billy Madison (1995) jako Veronica Vaughn
- Studenci (Higher Learning, 1995) jako Nicole
- Nixon (1995) jako Sandy
- Mortal Kombat (1995) jako Sonia Blade
- Zastępcza matka (Final Vendetta / Sweet Evil, 1996) jako Jennifer Clark
- Odmienić los (Unhook the Stars, 1996) jako Jeannie Hawks
- Prawdziwa blondynka (The Real Blonde, 1997) jako Sahara
- Przyrodnia siostra (The Stepsister, 1997) jako Melinda
- Nevada (1997) jako June
- Koszmar minionego lata (I Know What You Did Last Summer, 1997) jako Elsa Shivers
- Host (1998) jako Juliet
- Starstruck (1998) jako Sandra
- Ta przebrzydła miłość (Love Stinks, 1999) jako Chelsea
- Wielki powrót (The Suburbans, 1999) jako Lara
- Dom na Przeklętym Wzgórzu (House on Haunted Hill, 1999) jako Melissa Margaret Marr
- Ulica ($treet, The / Ka$a, 2000-2001) jako Bridget Deshiel
- Piękna (Beautiful, 2000) jako Lorna Larkin (Miss Texas)
- Goście w Ameryce (Just Visiting, 2001) jako Amber
- Powiedz tak (The Wedding Planner, 2001) jako Francine 'Fran/Frannie' Donolly
- Poszukiwana (Buying the Cow, 2002) jako Sarah
- Extremiści (Extreme Ops, 2002) jako Chloe
- Kryminalne zagadki Miami (CSI: Miami, 2002) jako Gabriela Betancourt (2003)
- Troje do pary (Shopgirl, 2005)